# Susan Todd
Susan Todd (* 1960 in Coronado, Kalifornien) ist eine US-amerikanische Filmproduzentin im Bereich des Dokumentarfilms.

## Leben
Todd studierte Journalismus an der Columbia University, wo sie auch ihren Master-Abschluss machte. Sie arbeitete als Produzentin für WNETT vom Public Broadcasting Service. Sie realisierte Ende der 1980er Jahre die Nachrichten-Serie The Eleventh Hour. 1991 gründete sie gemeinsam mit Andrew Young die Produktionsfirma Archipelago Films. Seither tritt sie als Regisseurin und Produzentin für Film und Fernsehen in Erscheinung. Ihr Schaffen umfasst mehr als ein Dutzend Produktionen, die von verschiedenen US-amerikanischen Fernsehsendern ausgestrahlt werden. Außerdem ist sie Mitbegründerin von Arise Media, einem Non-Profit-Unternehmen, das sich auf medialem Wege mit sozialen und Umweltproblemen auseinandersetzt.
Für den Dokumentarfilm Ein sizilianisches Schicksal (Children of Fate: Life and Death in a Sicilian Family) waren sie und Young bei der Oscarverleihung 1994 für den Oscar in der Kategorie Bester Dokumentarfilm nominiert. Der Film wurde 1993 beim Sundance Film Festival als Bester Dokumentarfilm (Excellence in Cinematography Award Documentary) ausgezeichnet. In dem Film werden drei Generationen einer in Armut lebenden sizilianischen Familie porträtiert, wobei Angela im Fokus steht. Es handelt sich ferner um die Fortsetzung der Dokumentation Cortile Cascino, die von Robert M. Young 1961 realisiert wurde, dem Vater von Andrew Young.
Für Lives in Hazard wurden die beiden von der Directors Guild of America 1995 für den DGA nominiert. Der Film Cutting Loose brachte ihnen beim Sundance Film Festival 1996 eine Auszeichnung ein.

## Filmografie (Auswahl)
- 1993: Ein sizilianisches Schicksal (Children of Fate: Life and Death in a Sicilian Family)
- 1994: Lives in Hazard
- 1995: Cutting Loose
- 1997: The Living Edens
- 2018: Backyard Wilderness
- 2022: Wings Over Water